# Imagine That
Imagine That est une série télévisée américaine de sitcom en six épisodes de 30 minutes, diffusés entre le 8 et le 15 janvier 2002 sur NBC.

## Fiche technique
Sauf indication contraire, les informations mentionnées dans cette section peuvent être confirmées par la base de données cinématographiques IMDb,  présente dans la section « Liens externes ».
- Titre original : Imagine That
- Réalisation : Barnet Kellman
- Scénario : Seth Kurland, Brian Boyle, Jennifer Glickman, Jonathan Goldstein, Laurie Parres et Tad Quill
- Casting : Lisa Mionie et Eileen Stringer
- Montage : Dennis C. Vejar
- Décors : Jill Sprayregen Henkel et Lynda Burbank
- Costumes : Emily Draper
- Photographie : Ken Lamkin et Steven V. Silver
- Musique : Rick Marotta
- Production : Joanne Curley-Kerner, Steve Lookner et Nancy Sanders
  - Producteur associé : Cheri Tanimura et Erin Braun
  - Producteur délégué : Hank Azaria, Seth Kurland et Michael Langworthy
- Sociétés de production : Seth Kurland Productions, Touchstone Television, Columbia Pictures
- Société de distribution : Disney-ABC Domestic Television, Columbia Pictures et Sony Pictures Television
- Chaîne d'origine : NBC
- Pays d'origine :  États-Unis
- Langue originale : anglais
- Genre : Sitcom
- Durée : 30 minutes

## Distribution

### Acteurs principaux
- Hank Azaria : John Miller
- Jayne Brook : Wendy
- Julia Schultz : Tabitha
- Suzy Nakamura : Rina Oh
- Katey Sagal : Barb Thompson
- Joshua Malina : Kenny Fleck
- David Pressman : Koozman

### Acteurs récurrents et invités
- Max Baker : Dr Jules Berman
- Khary Payton : Demetrius
- David Arnott : Dr Testosterone
- David Schwimmer : Seth

## Épisodes
1. The Macho Therapist
2. The Married Balladeer
3. Lucy
4. The Inner Critic
5. The Psychic
6. Inner Critic